# Parsifalklocka
Parsifalklocka (tyska: Gralsglockenklavier, 'Graalsklockpiano') är ett stränginstrument som är utformat som ett substitut för de kyrkklockor som efterfrågas i partituret till Richard Wagners opera Parsifal.

## Historia
Våren 1879 gav Richard Wagner pianomakaren Eduard Steingraeber i uppdrag att utveckla en klockringning till sitt musikdramatiska verk Parsifal i form av ett instrument. Wagners önskan var att ha ett instrument som lät lägre än den lägsta klockan i Stefansdomen i Wien, det vill säga lägre än det låga C.
Instrumentet designades av Felix Mottl, en dirigent av Wagners verk, och konstruerades av Schweisgut i Karlsruhe, Tyskland. Det anses vara ett utmärkt exempel på ett wagnerianskt specialinstrument.

## Konstruktion
Steingraeber byggde instrumentet 1881.Den är uppbyggd som en flygel med ett skåphögt, smalt fodral i en massiv ram formad som ett biljardbord. Inuti finns fem stycken cirka 2,2 meter långa, kraftigt spända strängar för tonerna C – G1 – A1 – E1 i den lägsta basen. Instrumentet har fem toner; Varje ton har sex strängar (tre är stämda till grundtonen och tre en oktav högre).
Strängarna slås av stora hammare som är 8 centimeter breda och täckta med bomull. Musikern slår med knytnävarna på de ca 7 centimeter breda tangenterna. Till skillnad från vanliga pianon har klockpianot bara en enda pedal som gör att de slagna tonerna kan resonera. Först när pedalen släpps tystnar de. Hammarna är fästa på armar som är 56 cm långa, som skruvas fast på en stark träbro som placeras horisontellt ovanför strängarna ungefär två femtedelar av längden från framsidan. På armens spets står namnet på tonen, och bakom detta finns filtavsatsen som man slår till med knytnäven. Fyra bryggor, en för varje oktav, bestämmer strängarnas vibrerande längd. Liksom i andra stränginstrument överförs strängarnas vibrationer till resonansbotten. Arrangemanget av hammare och bryggor är i stort sett detsamma som på pianot.
I en nyare version från 1914 slapp man hammare och mekanik. Instrumentet användes nu som ett hackbräde. Denna andra generation kan fortfarande höras på Nationalteatern i Weimar. År 1926 vidareutvecklade Burkhard Steingraeber Graalklockpianot och byggde ett upprätt instrument för Siegfried Wagner och Karl Muck.
Det senaste instrumentet från 2015 är drygt två meter högt och utrustat med fyra dubbla parsträngar med fem till åtta strängar. År 2016 skrev kompositören Wolfram Graf fem stycken för detta instrument, de första nya kompositionerna för Parsifalklocka sedan Richard Wagners tid. De uruppfördes som en del av festivalen "Zeit für Neue Musik" 2016 på Haus Wahnfried.

## Behov
Svårigheter uppstår när en tonsättare skriver ett stycke för orkester där han eftersträvar att återge effekten av kyrkklockor. Välkända exempel Tjajkovskijs Ouvertyr 1812,  Arthur Sullivans kantat The Golden Legend, Mascagnis opera Cavalleria Rusticana, Leoncavallos opera Pagliacci samt Wagners operor Rienzi och Parsifal. Den allvarligaste svårigheten av alla uppstod i Parsifal, där klockorna kallas in i en ytterst högtidlig scen med djup religiös betydelse. Om riktiga kyrkklockor användes för de noter som Wagner skrev, skulle de överrösta orkestern och förstöra den högtidliga stämningen på scenen.

## Tidigare wagnerianska kyrkklocksersättningar
Olika ersättningar till klockorna försöktes men förgäves. Inget annat instrument gav en ton som liknade kyrkklockornas. Det berodde på att ett klockljud består av rika övertoner som utgör klangen, plus två distinkta samtidiga toner, först topptonen, som ger tonhöjden, och humtonen eller den lägre medföljande tonen. Klocktonens värdighet och skönhet beror på intervallet som skiljer brummandet från topptonen.
Ett stränginstrument som liknade Parsifalklockan men som bara hade fyra toner, användes i Bayreuth för uruppförandet av Parsifal 1882, där det kombinerades med tamtam eller gonggongar i ett försök att efterlikna ljudet av en kyrkklocka. Instrumentet byggdes av den Bayreuth-baserade pianofortetillverkaren Steingraeber & Söhne. Efter många försök antogs följande kombination som den bästa provisoriska lösningen:
1. stränginstrumentet med fyra tangenter;
2. fyra tamtam eller gonggongar som är stämda till tonhöjden för de fyra toner som utgör klockspelet;
3. en bastuba, som spelar tonerna staccato för att göra dem mer distinkta;
4. en femte tamtam, på vilken en trumvirvel utförs med en trumpinne.

## Moderna substitut
I den flesta orkestermusiken används rörklockor när ett klockljud behövs. I ett annat specialfall konstruerades en speciell klang av halvklotformade klockor för att användas vid framföranden av Arthur Sullivans kantat The Golden Legend. De slogs med klubbor och gav ifrån sig både toppklang och brummande. Men Parsifal utgjorde ett särskilt problem eftersom den lägsta av Golden Legend-klockorna var en tiondel högre än den lägsta tonen som krävdes för Parsifal, och den sammanlagda vikten av de fyra klockorna var flera hundra kilo.
Moderna produktioner av Parsifal använder vanligtvis ett syntetiserat, eller elektroniskt inspelat kyrkklockljud.

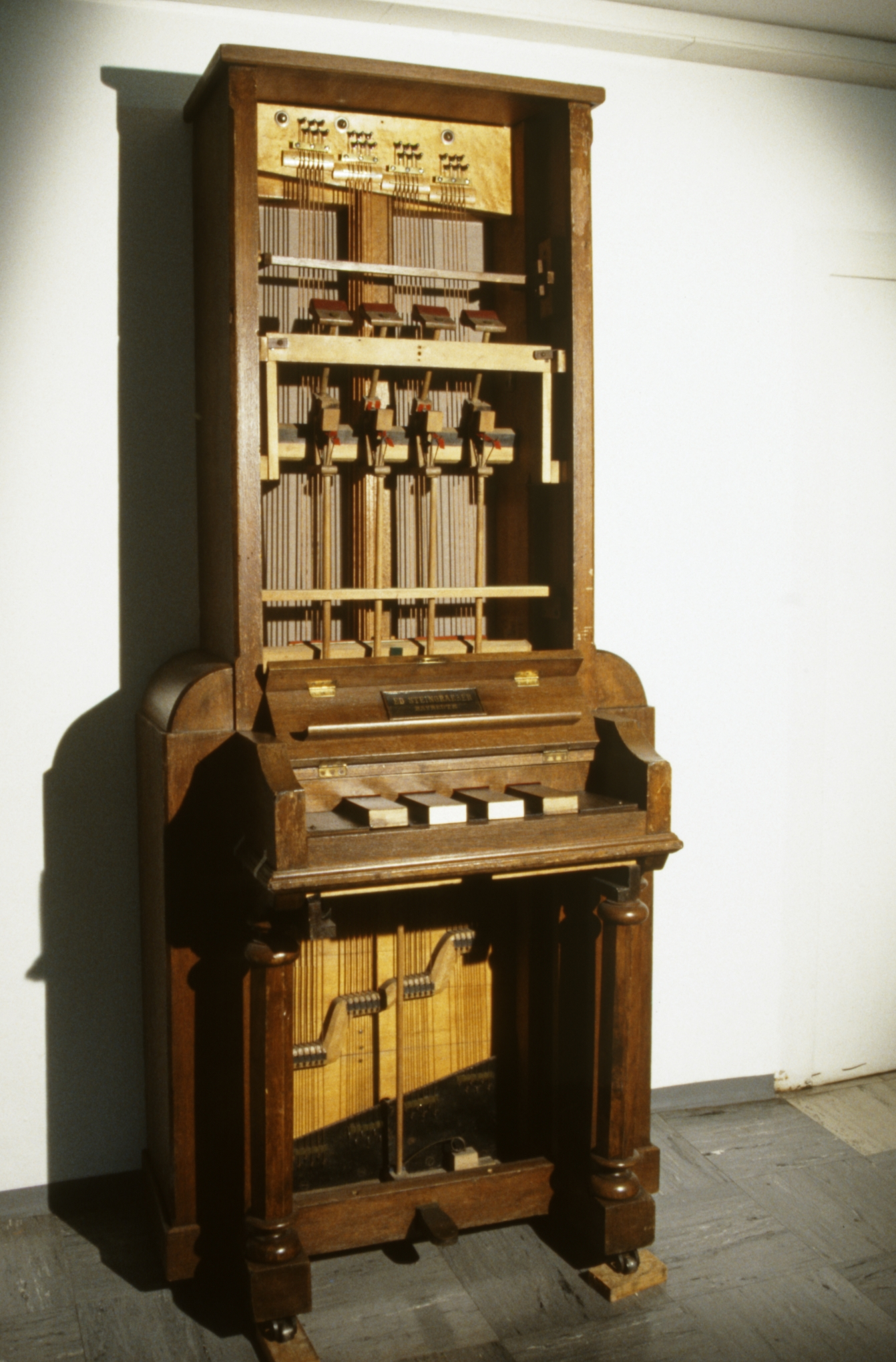
Modell från 1881
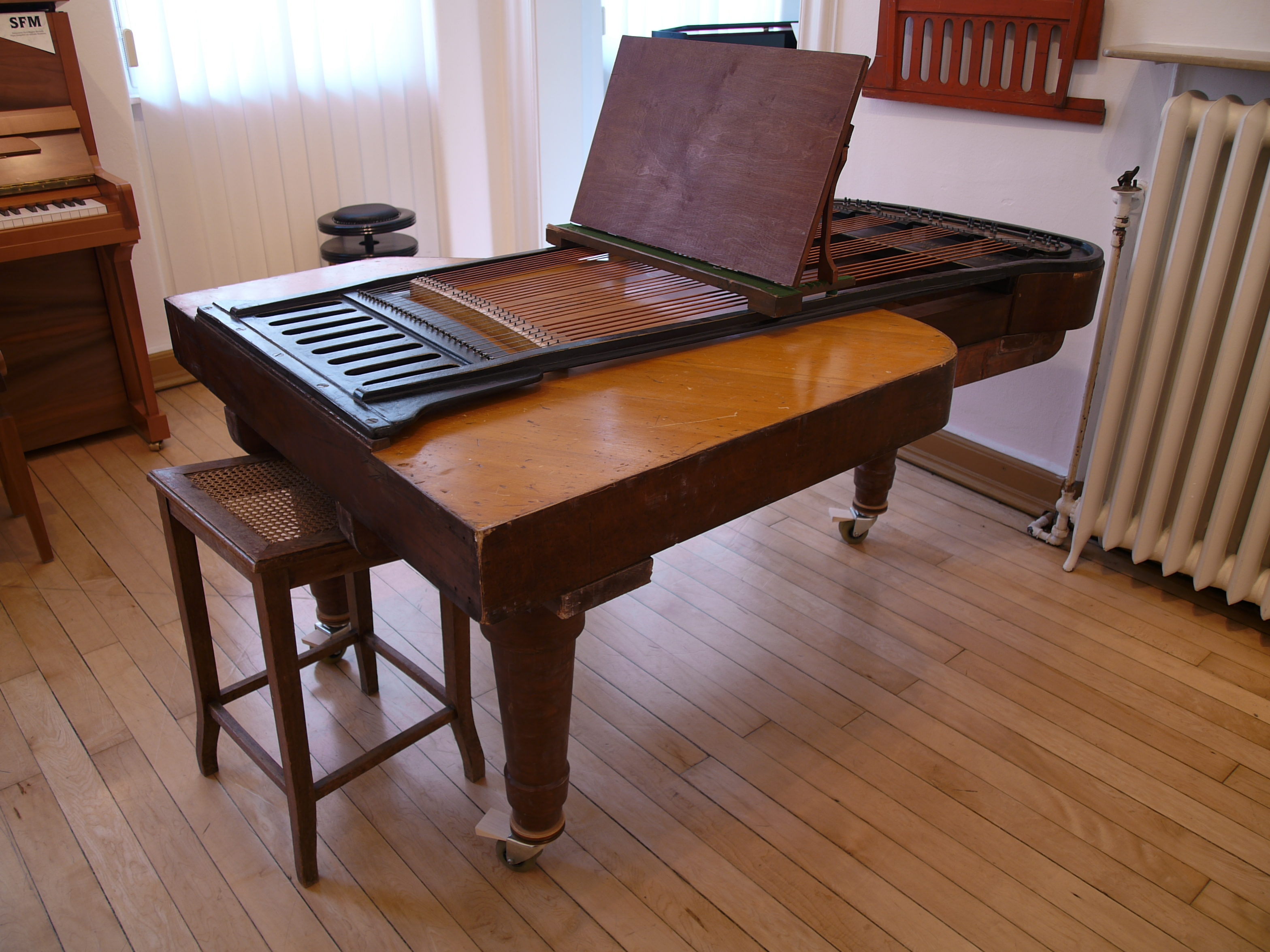
Modell från 1912/1914
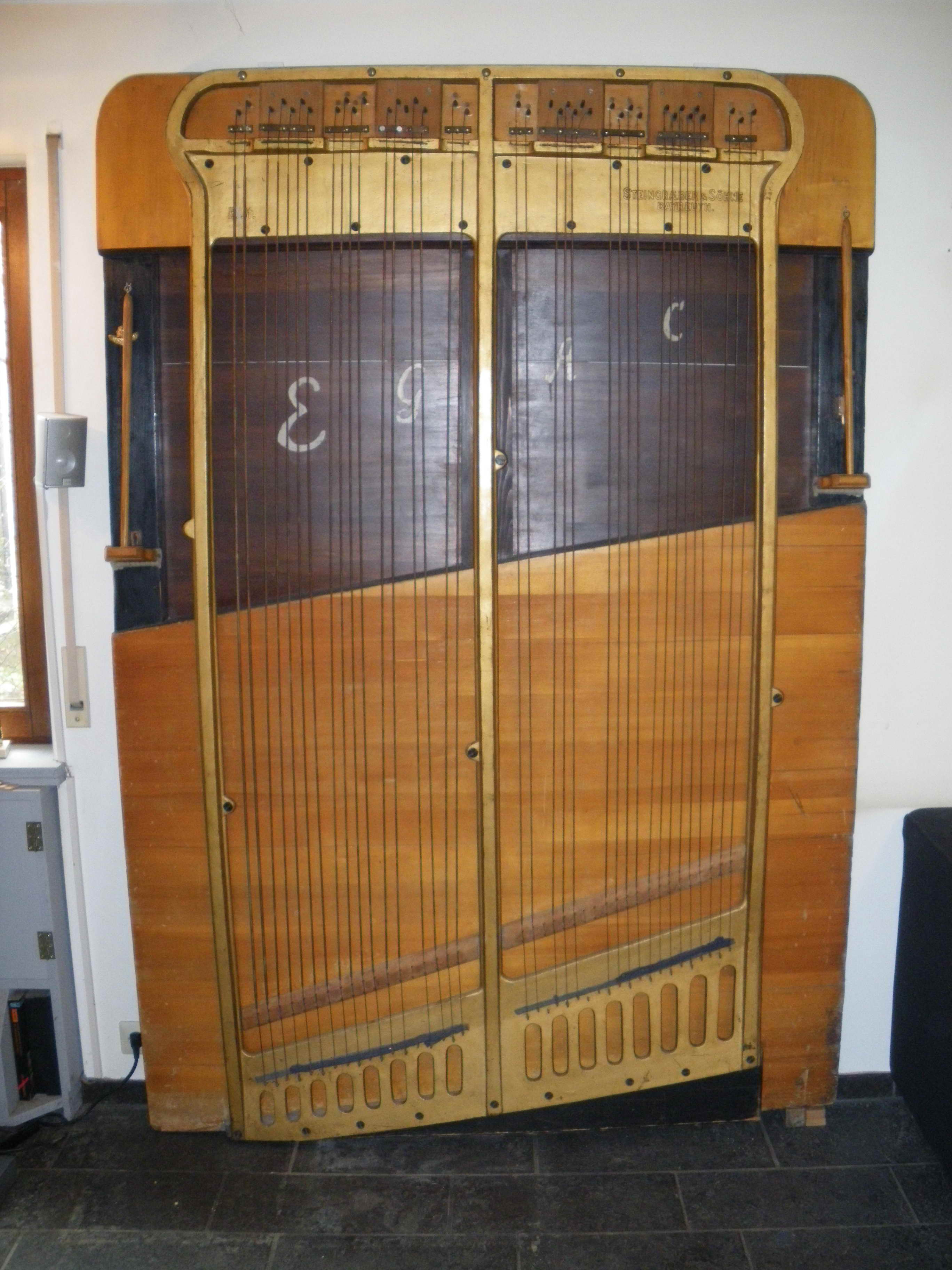
Modell från 1926
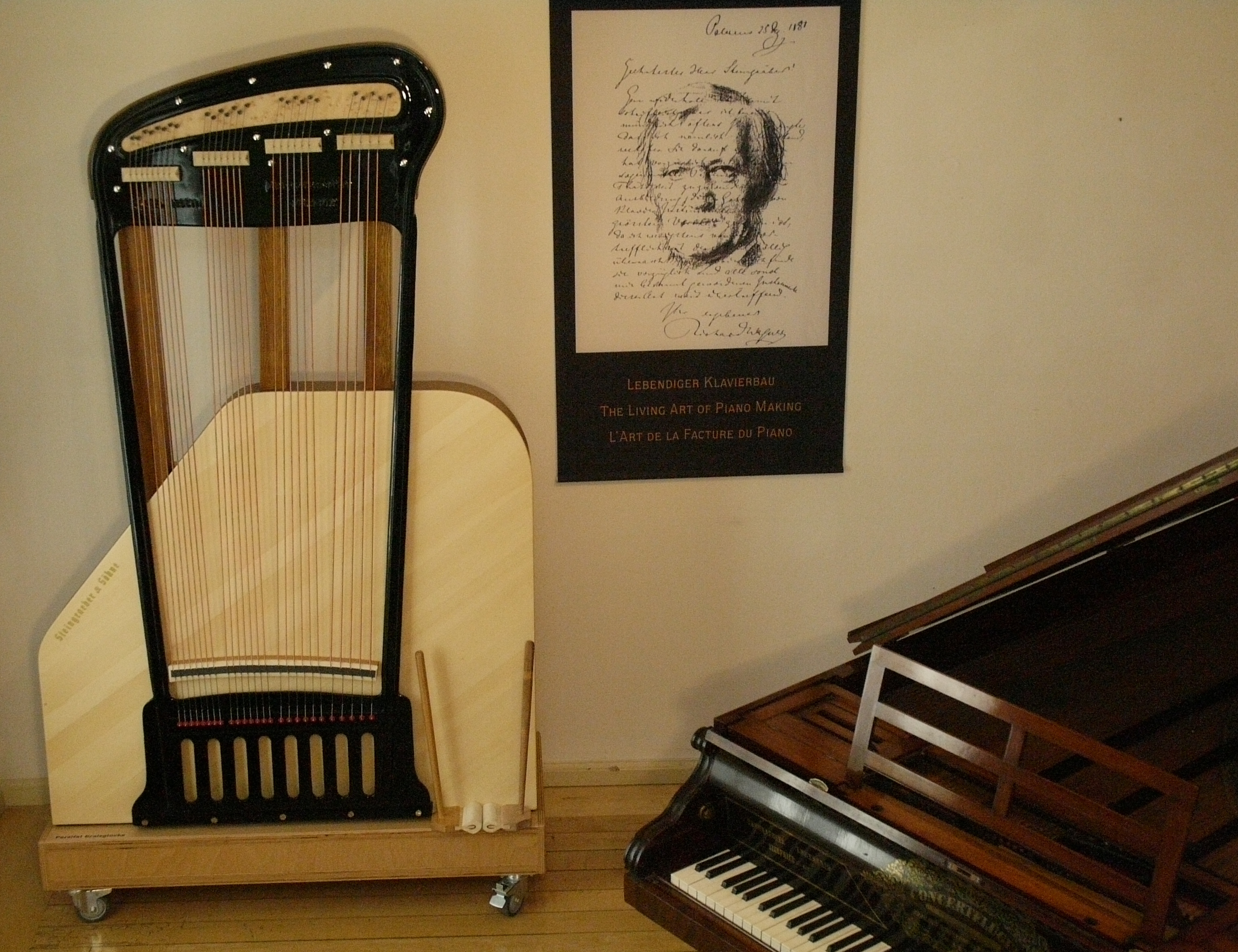
Modell från 2013